# 見津車庫

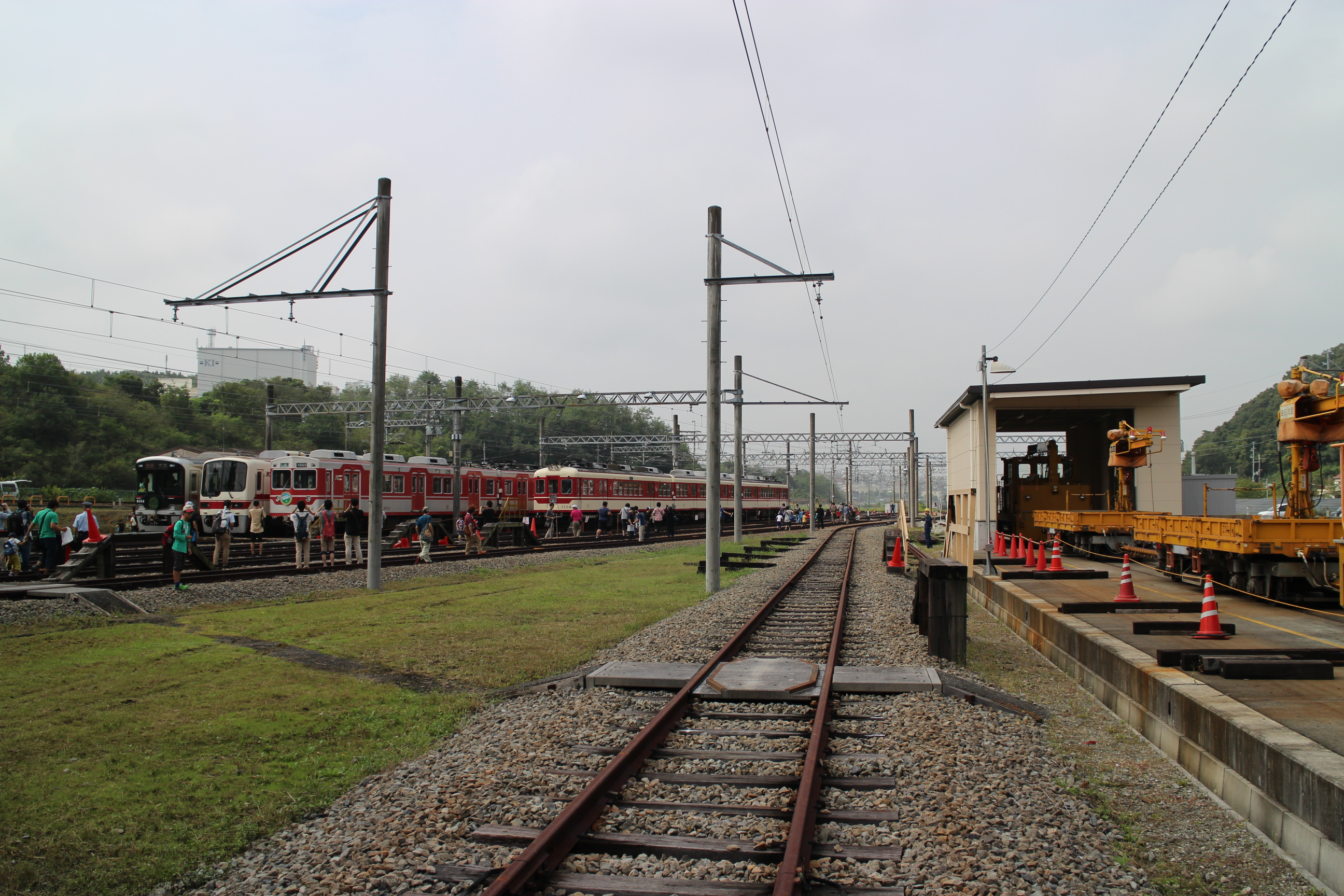
見津車庫(「神鉄トレインフェスティバル」開催時に撮影)

見津車庫（みつしゃこ）は、兵庫県神戸市西区押部谷町木津にある神戸電鉄の車庫である。
1984年10月7日に竣工。見津信号所に隣接し、神戸電鉄では鈴蘭台車両基地の次に大きな車庫である。留置線7線があり、モーターカー用の保守用車庫や転削線を含む保守基地を持っている。

## 建設概要
当初計画の建設概要は以下の通り。
- 敷地面積 30,500m2
- 工場 6,700 m2
- 検車庫 3,000 m2
- 本線出入庫線 1線、留置線 7線
- 工場出入庫線 1線、検車線 5線
- 洗車線 1線
- 車両留置能力 約80両
- 列車検査能力 1日に150両
- 月検査能力 ひと月に200両
- 重要部検査能力 1年に90両
- 全般検査能力 1年に90両
- 総工事費 総額70億円